# Dębina (Podszkodzie)
Dębina – część wsi Podszkodzie w Polsce, położona w województwie świętokrzyskim, w powiecie ostrowieckim, w  gminie Bodzechów.
W latach 1975–1998 Dębina administracyjnie należała do województwa kieleckiego.